# Maresìa
Maresìa è un album della pianista Stefania Tallini.
Tutti i brani sono stati scritti e arrangiati da Stefania Tallini tranne i brani 1, 5 e 10 che sono delle improvvisazioni eseguite dalla pianista con Gabriele Mirabassi.

## Tracce
1. Maresìa – 1:13
2. Choro para dois – 5:20
3. Lontano – 5:16
4. Joking around – 3:48
5. In volo – 0:59
6. My friends – 5:28
7. Absence – 5:21
8. Despite – 3:53
9. Sospeso – 4:21
10. Passo a due – 1:10
11. Passaggi – 4:59
12. Song for Chiara – 5:10
13. Improptu – 4:34
14. Sehnsucht – 4:34
15. Sola – 1:26

## Formazione
- Stefania Tallini – pianoforte
- Gabriele Mirabassi – clarinetto
- Gianluca Renzi - contrabbasso
- Nicola Angelucci – batteria